# Schock (Lack)
Als Schock bezeichnet man ein spezifisches Fehlerbild bei der Lackherstellung. Schockerscheinungen treten in der Regel beim Komplettieren auf. Je nach Vorgeschichte unterscheidet man zwischen Bindemittelschock, Lösemittelschock und Pigmentschock.

## Grundlagen
Bei der Dispergierung von Pigmenten und Füllstoffen in einem Lack werden häufig unterschiedliche Anforderungen an Mahlgut und fertigen Lack gestellt. Das Mahlgut muss also zum fertigen Lack eingestellt werden (Auflacken). Unterscheiden sich die beiden Komponenten zu stark oder wird unvorsichtig gearbeitet, treten starke Konzentrationsgefälle auf, die zur Flokkulation, also der Zusammenballung von bereits dispergierten Pigmentpartikeln, führen kann.
Problematisch sind Schockerscheinungen, da sie zum Auftreten von Stippen im Lackfilm führen und weil der Ansatz in der Regel nach dem Auftreten des Verarbeitungsfehlers verworfen werden muss.

## Arten von Schockerscheinungen

### Lösemittelschock
Bei der Zugabe von Lösemittel oder stark lösemittelhaltigen Mischungen zum Mahlgut kommt es zur Diffusion von Bindemittel in das Lösemittel hinein. Dadurch verarmt das Mahlgut punktuell an Bindemittel, so dass die enthaltenen Pigmentpartikel nicht mehr stabil gehalten werden können und sich erneut zusammenballen (flokkulieren). Ein Pigmentschock kann ebenfalls auftreten, wenn das zugegebene Lösemittel nicht mit dem restlichen Lacksystem verträglich ist.

### Pigmentschock
Ein Pigmentschock kann auftreten, wenn eine Bindemittellösung mit höherem Bindemittelgehalt als das Mahlgut zu diesem dazugegeben wird. Da in der zugegebenen Lösung weniger Lösemittel enthalten ist, als im Mahlgut, diffundiert dieses aus dem Mahlgut heraus. Dadurch wird eine Destabilisierung und damit eine Flokkulation der Pigmente und Füllstoffe in den nun lösemittelärmeren Bereichen ausgelöst.

### Bindemittelschock
Bindemittelschocks können nur auftreten, wenn die verwendeten Bestandteile des Lackes nicht vollständig miteinander mischbar sind bzw. wenn beim Komplettieren Konzentrationsbereiche vorliegen, in denen das Bindemittel nicht mehr vollständig löslich ist. Liegt eine solche Unverträglichkeit vor, kann es zur Ausfällung von Bindemittelanteilen kommen. Im Lackfilm entstehen Stippen. Wenn das entstehende Koagulat Pigmentpartikel enthält, enthalten die Stippen auch Pigmentpartikel.